# مالكولم باتلر
مالكولم باتلر (بالإنجليزية: Malcolm Butler)‏ (و. 1990  م) هو لاعب كرة قدم أمريكية، من الولايات المتحدة، ولد في فيكسبيرغ، يلعب كظهير خلفي ‏.

## التعليم
تعلم في University of West Alabama ‏، وHinds Community College ‏.

## جوائز
حصل على جوائز منها:
- Aberconway Medal [الإنجليزية]‏ (1994).